# Svetlovod
Svetlovod,  svetlobna cev ali sončna cev (ang. Light tube, Light pipe, Sun pipe) je naprava za prenos sončne svetlobe v notranje prostore za namene osvetljevanja. Za prenos se po navadi uporablja optična vlakna. Prednosti so, da ni potrebna električna energija in svetloba je bolj naravana. Slabost pa je sorazmerno visoka cena. 